# IC 5182
IC 5182 је спирална галаксија у сазвјежђу Тукан која се налази на листи објеката дубоког неба у Индекс каталогу.
Деклинација објекта је - 65° 27' 17" а ректасцензија 22h 16m 5,0s. Привидна величина (магнитуда) објекта IC 5182 износи 14,7 а фотографска магнитуда 15,3. IC 5182 је још познат и под ознакама ESO 108-22, PGC 68452.